# Micromphalia
Micromphalia é um género de gastrópodes pertencentes à família Charopidae.
Espécies:
- Micromphalia abax (Marie, 1870)
- Micromphalia caledonica (Crosse, 1868)
- Micromphalia vieillardi (Crosse & Marie, 1867)